# MSV Mährisch Weißkirchen
MSV Mährisch Weißkirchen (celým názvem: Militärsportverein Mährisch Weißkirchen) byl německý vojenský fotbalový klub, který sídlil ve městě Mährisch Weißkirchen v Protektorátu Čechy a Morava. Klub patřil pod pozemní jednotky Wehrmacht. Zanikl v roce 1945 po postupném ústupu německých vojsk z území města.
Největším úspěchem klubu byla jednoroční účast v Gaulize Böhmen-Mähren, jedné ze skupin tehdejší nejvyšší fotbalové soutěže na území Německa.

## Umístění v jednotlivých sezonách
Stručný přehled
Zdroj: 
- 1943–1944: Gauliga Böhmen-Mähren/Mähren

Jednotlivé ročníky
Zdroj: 
Legenda: Z - zápasy, V - výhry, R - remízy, P - porážky, VG - vstřelené góly, OG - obdržené góly, +/- - rozdíl skóre, B - body, červené podbarvení - sestup, zelené podbarvení - postup, fialové podbarvení - reorganizace, změna skupiny či soutěže
| Velkoněmecká říše (1943 – 1944) |                              |        |     |     |     |     |     |     |     |     |        |
| Sezóny                          | Liga                         | Úroveň | Z   | V   | R   | P   | VG  | OG  | +/- | B   | Pozice |
| 1943/44                         | Gauliga Böhmen-Mähren/Mähren | 1      | ... | ... | ... | ... | ... | ... | ... | ... | 4.     |